# کوجانگ (شهرک)
کوجانگ (به لاتین: Kujang) یک منطقهٔ مسکونی در کره شمالی است که در شهرستان کوجانگ واقع شده‌است.